# Jaroslav Petrbok
Jaroslav Petrbok (25. října 1881 Praha – 14. prosince 1960 Praha) byl český paleontolog, speleolog (jeskyňář), archeolog, botanik a spisovatel.

## Život
Maturoval roku 1902 na učitelském ústavu v Praze. Neměl vysokoškolské vzdělání, ale vypracoval se v „přírodovědeckého selfmademana naprosté originálnosti.“ Byl zastánce názvu Český kras. Kromě toho se Petrbok zajímal o přírodní vědy a archeologii, na vysokoškolská studia mu však kromě peněz patrně chyběly také některé osobní vlastnosti. Nesnášel autority, systém a kázeň, a ne každému imponovalo jeho hrubé chování. Učil v Nedomicích u Všetat a Kojeticích u Prahy a v Praze-Kyjích. Externě spolupracoval s Národním muzeem. Zabýval se výzkumy jeskyň v Českém krasu, zkoumal odlitek mozkovny neandrtálce ze slovenských Gánovců. Hodně cestoval, oblíbil si především Bulharsko a Palestinu, kde prováděl také výzkumy. Poznatky z cest literárně i odborně zpracoval. Přátelil se s Frantou Sauerem a Jaroslavem Haškem. Byl levicově zaměřený (člen Sdružení proletářských bezvěrců, KSČ), propagátor zdravého životního stylu (člen Lidového sdružení abstinentního, cvičitel Sokola). Měl přezdívku Dědek. Autor též používal pseudonymy Emil Wágner, Labenský Ot., Veuvre P.
Sepsal několik stovek odborných článků a knih o třetihorách a čtvrtohorách, mimo jiné populární knihu o pračlověku. Jako znalec květin též napsal knihu pro děti „Poznáš je, když kvetou?“ a „Rostliny“ s kresbami Karla Svolinského.
Na stránkách časopisu Úhor v roce 1913 vyvolal první vlnu tzv. sporu o pohádku, když vystoupil proti tradičním pohádkám a jejich zastánci Václavu Tillemu. Na tento svůj názor navázal ve 30. letech, kdy pohádky označil za „kulturní zločin“.

## Dílo
- Proč má býti letos konec světa?, 1910
- Ze života hvězd, 1914
- O chlapci, který slunce hledat šel, 1917
- Povídky o zvířatech, 1919
- Pračlověk, 1923
- Palestina a židovská práce i mravnost, 1927
- Noví měkkýši českého pleistocénu, 1952
- Český kras, 1992

## Památka
Má pamětní desku v lomu Na Kobyle. 
Na jeho počest se také od roku 1966 koná Memoriál Jaroslava Petrboka, což je cyklistický "závod" starých kol, který pořádají jeskyňáři ze ZO 1-05 Geospeleos. Závod probíhá v Českém krasu na trase z Prahy do Koněpruských jeskyní, přičemž na rok 2025 připadá již 60. ročník.